# Liste der Nationalstraßen in Belgien

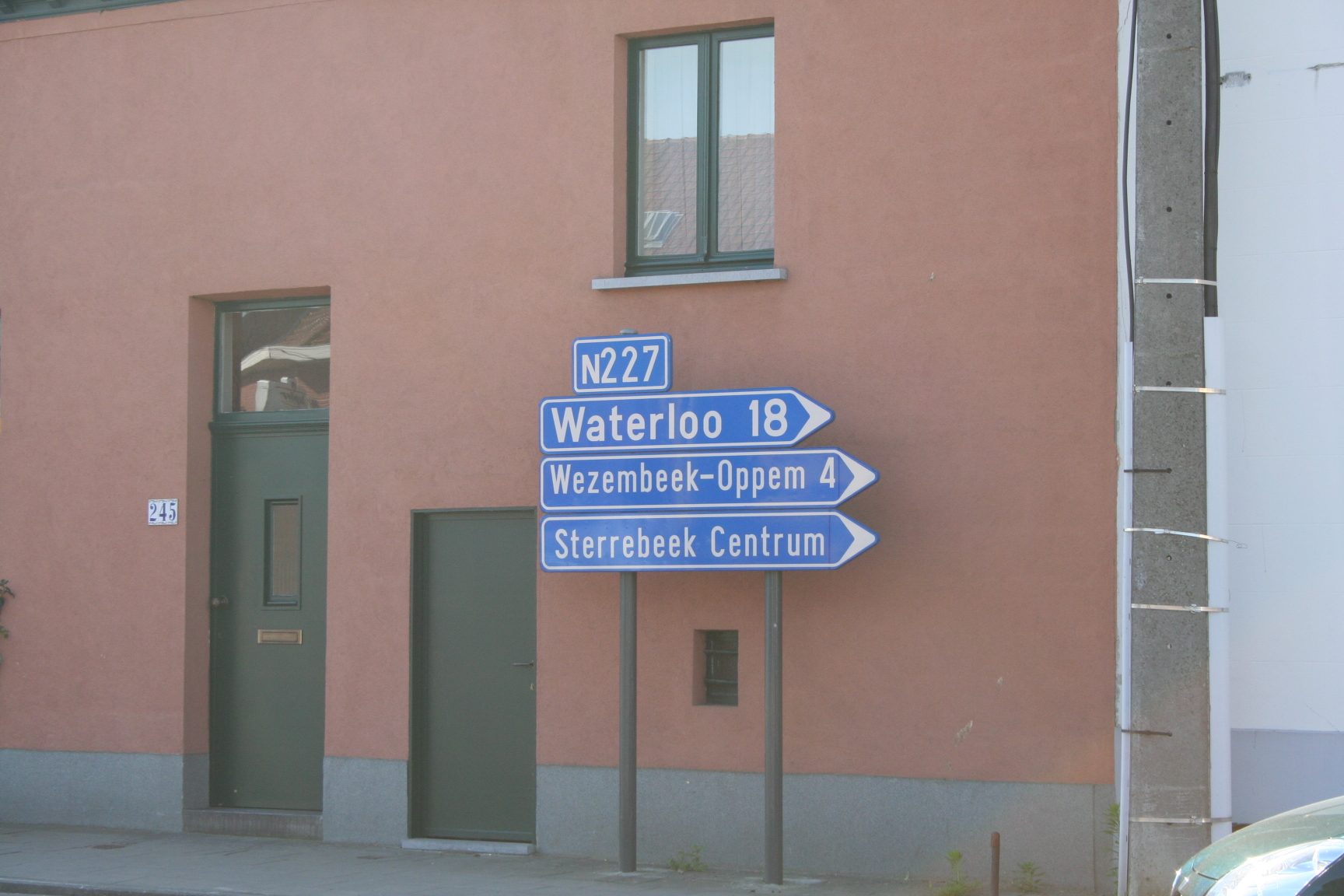
Die N227

Die belgischen Nationalstraßen werden nach einem klaren System nummeriert. Die primären Nationalstraßen (z. B. N1) verbinden die Stadt Brüssel mit dem restlichen Land und werden durch die sekundären Nationalstraßen (z. B. N10), die die Städte untereinander verbinden, ergänzt. Bei den tertiären (z. B. N11) und quartären Nationalstraßen (z. B. N100) verweist die erste Ziffer auf die jeweilige Provinz. Grundsätzlich werden die Straßen in Belgien sternförmig im Uhrzeigersinn nummeriert. Die heutige Nummerierung stammt aus den 1980er Jahren; davor bestand das belgische Nationalstraßennetz aus 72 Straßen, deren Verlauf auf die französischen Route imperiales zurückgeht.

## Primäre Nationalstraßen
Hierbei handelt es sich um Nationalstraßen, die jeweils in Brüssel beginnen und dann sternförmig im Uhrzeigersinn die Stadt mit den restlichen Gebieten des Landes verbinden.
| Nr. | Verlauf |
| --- | --- |
| N1  | R 21 in Brüssel – Vilvoorde – R 22 – Mechelen – R 12 – N 16 – – Kontich – Mortsel – N 10 – R 11 – Berchem – R 10 – Antwerpen – N 12 – – N 11 – Brasschaat – Wuustwezel – Staatsgrenze – (N 263 in der Provinz Nordbrabant, Niederlande) |
| N2  | R 20 in Brüssel – R 21 – R 22 – Kortenberg – Löwen – R 23 – N 26 – Kessel-Lo – Bekkevoort – N 29 – – Diest – R 26/N 10 – – Halen – – R 71 – Hasselt – R 70 – R 71 – Diepenbeek – N 76 – Bilzen – Veldwezelt – Staatsgrenze – N 78 – (zur in den Niederlanden) |
| N3  | R 20 in Brüssel – R 21 – Woluwe-Saint-Lambert/Sint-Lambrechts-Woluwe – R 22 – Woluwe-Saint-Pierre/Sint-Pieters-Woluwe – Tervuren – Bertem – R 23 – Löwen – N 25 – Boutersem – R 27 – Tienen – N 29 – R 27 – Linter – Sint-Truiden – N 80 – Heers – N 69 – Crisnée – Lüttich – N 20 – N 90 – Jupille – Beyne-Heusay – Fléron – Battice – Thimister-Clermont – Henri-Chapelle – N 67 – Kelmis – Staatsgrenze – ( in Deutschland)                 |
| N4  | in Overijse bei Brüssel – Wavre – N 25 – – Louvain-la-Neuve – N 25 – N 29 – Gembloux – – N 93 – Belgrade – Namur – N 91 – N 80 – N 92 – N 90 – Naninne – – Assesse – N 97 – Hogne – N 63 – Marche-en-Famenne – N 89 – Tenneville – Bastogne – N 84 – N 85 – N 30 – Warnach – Staatsgrenze – (CR 311 in Luxemburg) |
| N5  | N 261 in Saint-Gilles/Sint-Gillis bei Brüssel – Sint-Genesius-Rode – Waterloo – N 27 – – Plancenoit – N 25 – Genappe – N 93 – Les Bons Villers – Charleroi – – N 90 – R 51 – – Couillet – – Somzée – Laneffe – Fraire – N 40/N 97 – Philippeville – Mariembourg – Frasnes-lez-Couvins – Couvin – N 99 – Brûly – Staatsgrenze – (D 985 (Ex N 385) in Frankreich)                                                                                |
| N6  | R 20 in Brüssel – Anderlecht – Halle – N 28 – – Tubize – Braine-le-Comte – N 57 – Soignies – N 55 – SHAPE – Maisières – – N 56 – Mons – R 50 – N 90 – Ciply – – Staatsgrenze – (N 2 in Frankreich) |
| N7  | in Halle – Saintes – Enghien – N 55 – – N 57 – Ghislenghien – Ath – N 56 – N 60 – Leuze-en-Hainaut – N 50 – N 52 – – R 52 – Tournai – – Staatsgrenze – (D 941 in Frankreich) |
| N8  | R 20 in Brüssel – Berchem-Sainte-Agathe/Sint-Agatha-Berchem – Molenbeek-Saint-Jean/Sint-Jans-Molenbeek – Dilbeek – N 45 – Ninove – N 42 – Lierde – Nederbrakel – N 48 – Zegelsem – Oudenaarde – N 46 – N 60 – Melden – N 36 – Avelgem – Heestert – Zwevegem – Kortrijk – R 36 – N 50 – N 43 – – Wevelgem – N 32 – Menen – N 58 – Geluwe – Geluveld – N 37 – Ieper – N 38 – Elverdinge – Oostvleteren – Veurne – N 39 – N 35 – N 34 in Koksijde |
| N9  | R 20 in Brüssel – Koekelberg – Berchem-Sainte-Agathe/Sint-Agatha-Berchem – R 20 – – Asse – N 47 – Affligem – Aalst – R 41 – N 45 – R 41 – N 46 – Papegem – N 42 – Melle – Gent – R 40 – N 70 – – Lovendegem – Waarschoot – Eeklo – R 43 – N 44 – Maldegem – Male – Brügge – R 30 – N 31 – Meetkerke – R 31/N 34 in Oostende |

### Zubringerstraßen
Zu den oben aufgeführten Nationalstraßen gibt es Zubringerstraßen, die zusätzlich einen Buchstaben tragen.
| Nr.  | Verlauf                                                                   |
| ---- | ------------------------------------------------------------------------- |
| N 1a | R 12 in Mechelen – N 1b – in Mechelen                                     |
| N 1b | /R 12 in Mechelen – N 1a in Mechelen                                      |
| N 1c | in Rumst – in Rumst                                                       |
| N 2a | R 20 in Brüssel – in Brüssel                                              |
| N 2b | R 23 in Leuven – in Leuven                                                |
| N 2c | – Halen –                                                                 |
| N 2d | – Herk-de-Stad – N 716 – N 754 –                                          |
| N 2e | – Kuringen –                                                              |
| N 2f | in Hasselt – Hasselt Ost –                                                |
| N 3a | Brüssel, Brüsseler Park – R 20 – in Brüssel                               |
| N 3b | Chant d’Oiseau/Vogelenzang – in Woluwe-Saint-Pierre/Sint-Pieters-Woluwe   |
| N 3c | in Woluwe-Saint-Pierre/Sint-Pieters-Woluwe – Val Duchesse/Hertoginnedal   |
| N 3d | /N 281 – R 0/N 227 in Wezembeek-Oppem                                     |
| N 3e | – Sint-Truiden – N 716 – N 80 –                                           |
| N 3g | (jetzt N 603) in Lüttich – in Lüttich                                     |
| N 3i | (jetzt N 694) in Hognoul – in Hognoul                                     |
| N 3y | in Ans – Sainte-Marguerite – N 603 – in Lüttich                           |
| N 4b | (jetzt N 4) in Tombeek Nord – Tombeek – in Tombeek Südost                 |
| N 4d | N 829 – Ortheuville –                                                     |
| N 4e | – Sanglier (Au)                                                           |
| N 4f | in Namur – /N 4 g in Namur                                                |
| N 4g | /N 4f in Namur – N 91 in Namur                                            |
| N 4h | N 90 in Namur – N 4j – in Namur                                           |
| N 4i | – Rue de la Hardt –                                                       |
| N 4j | N 4h in Namur – /N 91 in Namur                                            |
| N 4k | N 92 in Namur – /N 90 – in Namur                                          |
| N 5a | Baisy-Thy – – Baisy-Thy Industriegebiet –                                 |
| N 5b | in Waterloo – in Waterloo                                                 |
| N 5c | R 20 in Brüssel – in Saint-Gilles/Sint-Gillis                             |
| N 5e | Loupoigne –                                                               |
| N 5f | N 27 in Braine-l’Alleud –                                                 |
| N 5j | – Frasnes-lez-Gosselies –                                                 |
| N 7a | – N 56 – N 7c – Ath – N 7c – in Ath Ost                                   |
| N 7c | N 7a – Ath – N 7a                                                         |
| N 8a | in Anderlecht – R 20 in Brüssel                                           |
| N 8b | in Ninove – N 405 in Ninove                                               |
| N 8c | /N 402 in Nederbrakel – N 493 in Nederbrakel                              |
| N 8e | in Avelgem – Avelgem Zentrum – in Avelgem                                 |
| N 8f | in Menen – in Menen                                                       |
| N 8g | N 39 in Veurne – N 392 – N 390 in Veurne Süd                              |
| N 8h | N 34 in Koksijde-Bad – in Koksijde-Bad                                    |
| N 9a | in Groot-Bijgaarden – R 20 – in Berchem-Sainte-Agathe/Sint-Agatha-Berchem |
| N 9b | in Groot-Bijgaarden – in Groot-Bijgaarden                                 |
| N 9c | in Zellik – in Groot-Bijgaarden                                           |
| N 9d | /N 498 in Maldegem West – Maldegem – N 410a – in Adegem                   |
| N 9e | in Doornveld – in Doornveld                                               |

## Sekundäre Nationalstraßen
Die sekundären Nationalstraßen verbinden die wichtigsten belgischen Städte, abgesehen von Brüssel, miteinander.
| Nr.  | Verlauf |
| ---- | --- |
| N 10 | in Mortsel – R 16 – Lier – N 14 – N 15 – Heist-op-den-Berg – Begijnendijk – N 19/R 25 – Aarschot – /R 26 in Diest |
| N 20 | /R 70 in Hasselt – Kortessem – N 76 – Tongern – N 72 – N 79 – – in Liège |
| N 30 | N 90 in Lüttich – N 61 – N 62 – – Sprimont – Aywaille – N 86 – Werbomont – – N 66 – Manhay – N 89 – – Houffalize – Foy – N 84 – N 85 – in Bastogne |
| N 40 | in Arlon – N 83 – N 82 – Habay – N 87 – Léglise – Neufchâteau – N 85 – – Libramont-Chevigny – N 89 – Libin – – N 94 – Wellin – N 95 – Beauraing – Staatsgrenze – (D 949 in Frankreich) – Staatsgrenze – N 98 – N 97 – Philippeville – Beaumont – N 53 – N 55 – Erquelinnes – N 54a – N 90 in Mons |
| N 50 | R 50 in Mons – – Baudour – Basèdes – N 60 – – N 52 – – Tournai – R 52 – N 48 – – Pecq – N 58 – Kortrijk – – R 36 – – N 36 – Ingelmunster – N 37 – N 35 – – Oostkamp – R 30 in Brügge |
| N 60 | Staatsgrenze zu Frankreich – Péruwelz – – N 50 – – Leuze-en-Hainaut – Ronse – N 48 – N 36 – – Oudenaarde – N 35 – – – N 43 – R 40 in Gent |
| N 70 | R 40 in Gent – Lochristi – N 47 – Lokeren – N 41 – Sint-Niklaas – N 16 – Beveren – in Antwerpen |
| N 80 | R 70 in Hasselt – R 71 – – Alken – Sint-Truiden – N 79 – – Gingelom – Hannut – N 69 – Burdinne – Bierwart – – in Namur |
| N 90 | R 50 in Mons – N 40 – Binche – N 55 – Anderlues – N 59 – Fontaine-l'Évêque – N 54 – – Charleroi – Farciennes – N 98 – Jemeppe-sur-Sambre – Floreffe – Malonne – Namur – – N 91 – – Andenne – Huy – N 64 – N 66 – Amay – N 63 – N 30 – – N 610 in Lüttich                                          |

## Tertiäre Nationalstraßen
Die tertiären Nationalstraßen sind alle wichtigen Straßen in den belgischen Provinzen. Die erste Ziffer steht für die jeweilige Provinz (von 1 bis 9, nach den in französischer Sprache alphabetisch geordneten Namen der Provinzen):
- 1 Antwerpen
- 2 Brabant: Region Brüssel-Hauptstadt sowie Provinzen Flämisch-Brabant und Wallonisch-Brabant
- 3 Westflandern
- 4 Ostflandern
- 5 Hennegau
- 6 Lüttich
- 7 Limburg
- 8 Luxemburg
- 9 Namur

### Provinz Antwerpen
| Nr.  | Verlauf |
| ---- | --- |
| N 11 | (N 289 in der Provinz Nordbrabant, Niederlande) – Staatsgrenze – Putte-Kapellen – Kapellen – in Merksem |
| N 12 | in Antwerpen – R 10 – / – Deurne – Schilde – Westalle – Oostmalle – N 14 – Beerse – Vosselaar – R 13 – Turnhout – Ravels – Poppel – Staatsgrenze – (N 630 in der Provinz Nordbrabant, Niederlande)           |
| N 13 | N 10 in Lier – Nijlen – Herentals – N 19 in Westerlo-Hoogbuul |
| N 14 | (nicht klassifizierte Straße in den Niederlanden) – Staatsgrenze – Meerle – Hoogstraten – Rijkevorsel – Oostmalle – N 12 – Zoersel – Zandhoven – – Emblem – Lier – R 16 – N 10 – Duffel – – R 12 in Mechelen |
| N 15 | R 12 in Mechelen – Peulis – Putte – N 10 – Heist-op-den-Berg – Booischot – Westmeerbeek – N 19 in Westerlo                                                                                                   |
| N 16 | R 42 in Sint-Niklaas – N 70 – – Temse – Puurs – N 17 – – Willebroek – N 11 – – /R 12 in Mechelen |
| N 17 | N 47 in Dendermonde – N 41 – Briel – Lippelo – N 16 |
| N 18 | R 13 in Turnhout – Oud-Turnhout – Retie – Dessel – Mol – N 71 – Balen – N 73 in Leopoldsburg |
| N 19 | R 13 in Turnhout – Kasterlee – R 14 – Geel – N 13 – – Zammel – Westerlo – N 15 – Herselt – R 25 – Aarschot – Wezemaal – R 23 in Löwen                                                                        |

### Brabant: Region Brüssel-Hauptstadt sowie Provinzen Flämisch-Brabant und Wallonisch-Brabant
| Nr.  | Verlauf |
| ---- | --- |
| N 21 | R 20 in Brüssel – Schaerbeek/Schaarbeek – R 21 – R 22 – Steenokkerzeel – Kampenhout – N 26 – Haacht – Werchter                                   |
| N 22 | R 21 in Evere – |
| N 23 | R 20 in Brüssel – Ausschuss der Regionen in der Rue Belliard/Belliardstraat –                                                                    |
| N 24 | Place Poelaert/Poelaertplein in Brüssel – R 20 – Ixelles/Elsene – R 21                                                                           |
| N 25 | in Löwen – – Blanden – N 91 – Bossut-Gottechain – Wavre – Louvain-la-Neuve – Court-Saint-Etienne – – N 93 – R 24 in Nivelles                     |
| N 26 | R 12 in Mechelen – Prinsenhoek – Boortmeerbeek – N 21 – Herent – – R 23 in Löwen                                                                 |
| N 27 | in Waterloo – – Lillois-Witterzée – Nivelles – N 93 – N 28 – R 24 – – Arquennes – N 59 – Manage – La Louvière – N 55 – N 90                      |
| N 28 | in Ninove – Meerbeke – Leerbeek – Pepingen – Halle – – N 27 in Nivelles                                                                          |
| N 29 | N 72 in Beringen – – R 26 – Diest – Glabbeek – Tienen – R 27 – – Jodoigne – N 91 – – Gembloux – N 93 – Sombreffe – N 98 – Fleurus – in Charleroi |

### Provinz Westflandern
| Nr.  | Verlauf |
| ---- | --- |
| N 31 | N 34 in Zeebrugge – Lissewege – – Brügge – N 32 – |
| N 32 | N 31 in Brügge – Zedelgem – R 34 – Torhout – N 33 – N 35 – R 32 – Roeselare – N 37 – R 32/N 36 – Ledegem – Menen – – Staatsgrenze – (D 617 in Frankreich)                                                                |
| N 33 | R 31 in Oostende – Gistel – Ichtegem – R 34 in Torhout |
| N 34 | N 49 in Knokke-Heist – Zeebrugge – N 31 – Blankenberge – Wenduine – De Haan – Bredene – Oostende – – N 33 – Middelkerke – Westende – Nieuwpoort – N 39 – Oostduinkerke – Koksijde – De Panne – N 35 – Adinkerke – N 39 – |
| N 35 | N 34 in De Panne – Veurne – N 39 – Diksmuide – Zarren – N 36 – Kortemark – Sint-Henricus – N 32 – – Koolskamp – N 50 – N 37 in Pittem                                                                                    |
| N 36 | N 35 in Zarren – Staden – R 32 – Roeselare – N 37 – N 32 – Oekene – – Izegem – Lendelede – N 50 – Harelbeke – N 43 – Deerlijk – – Berchem – Kluisbergen – N 60 in Ronse                                                  |
| N 37 | N 44 in Aalter – Ruiselede – N 35 – Tielt – Pittem – N 50 – Ardooie – R 32 – Roeselare – N 32 – R 32/N 36 – Moorslede – Zonnebeke – – N 308 in Ieper                                                                     |
| N 38 | (D 948 (Ex N 348) in Frankreich) – Staatsgrenze – R 33 – Poperinge – Vlamertinge – – Ieper – – N 313 |
| N 39 | N 34 in Nieuwpoort – Veurne – N 35 – – N 34 – Adinkerke – Staatsgrenze – (N 1 in Frankreich) |

### Provinz Ostflandern
| Nr.  | Verlauf |
| ---- | --- |
| N 41 | R 42 in Sint-Niklaas – N 70 – – Hamme – Grembergen – N 17 – Dendermonde – N 47 in Lebbeke – … – N 406 in Hofstade – R 41 in Aalst                                                                          |
| N 42 | – Oosterzele – N 46 – Grotenberge bei Zottegem – Nederboelare – Geraardsbergen – Overboelare – N 57 in Lessines                                                                                            |
| N 43 | N 60 in Gent – Sint-Martens-Latem – Deinze – N 35 – Machelen – Zulte – Beveren – N 36 – Harelbeke – Kortrijk – – R 36 – – N 50 – R 36 – – Aalbeke – N 58 – Mouscron – Staatsgrenze – (D 670 in Frankreich) |
| N 44 | /N 49 in Maldegem – Knesselare – N 37 in Aalter |
| N 45 | in Aalst – in Ninove |
| N 46 | in Aalst – Erpe – Bambrugge – Burst – N 42 – Velzeke-Ruddershove – Sint-Maria-Lantem – Ename – in Oudenaarde                                                                                               |
| N 47 | N 70 in Lokeren – Zele – Dendermonde – N 17 – Sint-Gillis-bij-Dendermonde – N 41 – Lebbeke – Mazenzele – in Asse                                                                                           |
| N 48 | in Nederbrakel – Opbrakel – Ronse – N 57 – N 60 – Arc-Wattripont – – R 52 in Tournai |
| N 49 | N 34 in Knokke-Heist – (Zwischenstrecke als ) – Maldegem – N 44 – R 43a – Kaprijke – Zelzate – |

### Provinz Hennegau
| Nr.  | Verlauf |
| ---- | --- |
| N 51 | (D 630 in Frankreich) – Staatsgrenze – Quievrain – Quaregnon – Jemappes – – R 50 in Mons                                                                                       |
| N 52 | in Gaurain-Ramecroix – – Antoing – N 507 in Hollain |
| N 53 | Industriegebiet im Südwesten von Charleroi – Charleroi – – Gozée – N 59 – Strée – Beaumont – N 40 – Rance – N 99 in Chimay                                                     |
| N 54 | N 59 in Anderlues – N 90 in Fontaine-l'Evêque – … – N 40 in Erquelinnes – Staatsgrenze – (D 649 in Frankreich)                                                                 |
| N 55 | in Enghien – – Hoves – N 57 – Soignies – Le Roeulx – – Houdeng-Aimeries – Trivière – N 27 – Binche – N 90 – Merbes-Sainte-Marie – Merbes-le-Château – N 40 in Solre-sur-Sambre |
| N 56 | – Ath – Lens – Jurbise – in Mons |
| N 57 | N 48 in Ronse – Ellezelles – Flobecq – N 42 – Lessines – Ollignies – – Ghislenghien – Silly – N 55 – Soignies –                                                                |
| N 58 | (von der D 945 in Frankreich) – Staatsgrenze – Warneton – Comines – Wervik – Geluwe – – – … – N 366 in Rekkem – – N 43 – Mouscron – – Dottignies – N 50 – N 353 in Spiere      |
| N 59 | – Seneffe – N 27 – – Chapelle-lez-Herlaimont – Anderlues – N 90 – N 54 – Thuin – N 53 in Gozée                                                                                 |

### Provinz Lüttich
| Nr.  | Verlauf |
| ---- | --- |
| N 61 | N 30 in Lüttich – Chaudfontaine – Trooz – Nessonvaux – Pepinster – Ensival – – Verviers – Limbourg – Baelen – N 67 – N 68 in Eupen |
| N 62 | N 30 in Beaufays – Gomzé-Adourmont – Louveigné – Theux – Spa – Francorchamps – N 68 – – Malmedy – Ligneuville – Sankt Vith – Oudler – Dürler – Staatsgrenze – ( in Luxemburg)                                                                     |
| N 63 | N 617 in Lüttich – Ougrée – Neupré – Tinlot – N 66 – Terwagne – Méan – in Marche-en-Famenne |
| N 64 | R 27 in Tienen – Hélécine – Lincent – R 62 – Hannut – N 80 – R 62 – N 69 – – Vinalmont – Wanze – N 65 – N 66 in Huy |
| N 65 | N 69 in Waremme – Faimes – Villers-le-Bouillet – N 64 in Huy |
| N 66 | N 64 in Huy – Strée – N 63 – Tinlot – Warzée – Ouffet – Hamoir – N 86 – Ferrières – – Werbomont – N 30 – N 68 in Trois-Ponts |
| N 67 | – Welkenraedt – Eupen – N 61 – N 68 – Staatsgrenze – (L 214 in Nordrhein-Westfalen, Deutschland) |
| N 68 | ( in Deutschland) – Staatsgrenze – – Eynatten – Kettenis – Eupen – N 61 – N 67 – Bévercé – Malmedy – N 62 – – Stavelot – Trois-Ponts – N 66 – Grand-Halleux – Vielsalm – Salmchâteau – N 89 – Bovigny – Deiffelt – Staatsgrenze – ( in Luxemburg) |
| N 69 | N 79 in Tongern – Waremme – N 65 – Tourinne – N 64 – N 80 in Moxhe |

### Provinz Limburg
| Nr.  | Verlauf |
| ---- | --- |
| N 71 | R 14 in Geel – Mol – N 18 – Lommel – N 74 – Neerpelt – Hamont-Achel – N 76 – (zur in den Niederlanden)                                                                                                 |
| N 72 | N 73 in Heppen – Beverlo – Beringen – N 29 – Zolder – – N 74 in Zonhoven |
| N 73 | N 72 in Heppen – Leopoldsburg – Hechtel – N 74 – Wijchmaal – Peer – N 76 – Bree – Kinrooi – N in Kessenich                                                                                             |
| N 74 | ( in den Niederlanden) – Staatsgrenze – N 71 – Overpelt – Eksel – N 73 – Hechtel – N 715 in Hoef – neue Strecke in Planung oder in Bau – Zonhoven – N 72 – N 75 – R 71 – R 70 in Hasselt               |
| N 75 | N 74 in Hasselt – Genk – N 76 – N 77 – – As – N 78 in Dilsen |
| N 76 | N 71 in Hamont-Achel – Bocholt – Bree – N 73 – Wijshagen – Meeuwen – Genk – – N 75 – Diepenbeek – Kortessem – N 20 – N 79 in Borgloon                                                                  |
| N 77 | N 75 in Genk – Zutendaal – Lanaken – N 78 – N 766 |
| N 78 | ( in den Niederlanden) – Staatsgrenze – Kessenich – N 73 – Maaseik – Elen – Dilsen – N 75 – Lanklaar – Maasmechelen – Rekem – Neerharen – Lanaken – N 77 – Veldweselt – – Kesselt – N 79 in Vroenhoven |
| N 79 | N 80 in Sint-Truiden – Ordingen – Borgloon – N 76 – N 69 – Tongern – N 20 – – Riemst – N 78 – Vroenhoven – Staatsgrenze – ( in den Niederlanden)                                                       |

### Provinz Luxemburg
| Nr.  | Verlauf |
| ---- | --- |
| N 81 | in Arlon – Weyler – – Hinweis: ab hier zugleich – Messancy – |
| N 82 | N 87 in Virton – N 88 – Ethe – Saint-Léger – – N 83 – N 40 – in Arlon |
| N 83 | N 89 bei Bouillon – Sainte-Cécile – Chassepierre – Staatsgrenze zu Frankreich an einer Stelle am südlichen Straßenrand – Florenville – N 85 – N 88 – Pin – Jamoigne – Frenois – Tintigny – Sainte-Marie – N 87 – Étalle – Vance – – N 82 – N 40 in Arlon |
| N 84 | in Bastogne – N 30 – N 85 – Bras – Staatsgrenze – ( in Luxemburg) |
| N 85 | N 30/N 85 in Bastogne – – Sibret – Vaux-sur-Sûre – Bercheux – Molinfaing – – Neufchâteau – Straimong – Lacuisine – Florenville – N 83 – Staatsgrenze – (D 643 in Frankreich)                                                                             |
| N 86 | N 30 in Aywaille – N 66 – Vieuxville – Bomal – Barvaux – Hotton – Marche-en-Famenne – N 63 – – Marloie – Hargimont – Rochefort – Han-sur-Lesse – N 94 in Ave-et-Auffe                                                                                    |
| N 87 | – Heinstert – Habay-la-Neuve – Étalle – N 83 – Virton – N 88 – N 82 – N 811 |
| N 88 | N 83/N 85 in Florenville – Lime – Gérouville – Meix-devant-Virton – Dampicourt – N 87 – N 82 – Virton – Chenois – Musson – Halanzy – Aix-sur-Cloie – Aubange – – Athus – Staatsgrenze – ( in Luxemburg)                                                  |
| N 89 | (N 58 in Frankreich) – Staatsgrenze – N 83 – Bouillon – Curfoz – N 95 – Feys-les-Veneurs – – N 40 – Libramont-Chevigny – Saint-Hubert – – Beausaint – La Roche-en-Ardenne – Samrée – – Regné – N 68 in Salmchâteau                                       |

### Provinz Namur
| Nr.  | Verlauf |
| ---- | --- |
| N 91 | N 25 in Hamme-Mille – Incourt – N 29 – Grand Rosière-Hottomont – Éghezée – Leuze – – in Namur                                                          |
| N 92 | in Namur – Wépion – Profondeville – Rouillon – N 95 in Dinant                                                                                          |
| N 93 | N 27 in Nivelles – Thines – N 25 – Houtain-le-Val – – Quatre-Bras – Marbais – Sombreffe – N 29 – Mazy – – in Belgrade                                  |
| N 94 | N 95 in Dinant – N 97 – Celles – – Clergnon – Ave-et-Auffe – – N 40 in Halma                                                                           |
| N 95 | N 96 in Dinant – N 94 – Anseremme – Feschaux – Beauraing – N 40 – Bièver – N 89                                                                        |
| N 96 | N 92 in Anhée – Bouvignes-sur-Meuse – Dinant – N 95 – Waulsort – Hastière – Hermeton-sur-Meuse – Staatsgrenze – (D 8051 in Frankreich)                 |
| N 97 | in Philippeville – N 40 – N 98 – Rosée – Morville – Onhaye – N 94 – – Ciney – Hamois – N 636/N 938 in Havelange                                        |
| N 98 | N 29 in Ligny – – N 90 – Arsimont – Fosses-la-Ville – Mettet – Florennes – N 97 – N 40 in Vodecée                                                      |
| N 99 | Seloignes – Villers-la-Tour – Chimay – N 53 – Balleux – Couvin – – Petigny – Olloy-sur-Viroin – Treignes – Mazée – Niverlée – Gimmnée – Doische – N 40 |

## Quartäre Nationalstraßen
Die quartären Nationalstraßen werden auch als Provinzialstraßen bezeichnet. Bei ihnen steht die erste Ziffer wie bei den tertiären Nationalstraßen für die Provinz.

## Ringstraßen zweistellig
Dies sind normale Straßen, die eine Stadt ganz oder teilweise umrunden. Zum Teil sind es echte Umgehungsstraßen, zum Teil auch innerörtliche Ringstraßen.
| Kürzel | Ring von                     | Ring Bezeichnung | Länge   | Bild |
| ------ | ---------------------------- | ---------------- | ------- | ---- |
| R10    | Antwerpen (Anvers)           | Parallel zur R1  | 10 km   |      |
| R11    | Antwerpen (Anvers)           | großer Ring      | 12,5 km |      |
| R12    | Mechelen (Malines)           | kleiner Ring     | 4,5 km  |      |
| R13    | Turnhout                     |                  | 8,9 km  |      |
| R14    | Geel                         |                  | 9 km    |      |
| R15    | Herentals                    |                  | 4,6 km  |      |
| R16    | Lier (Lierre)                |                  | 7 km    |      |
| R20    | Brüssel (Bruxelles, Brussel) | kleiner Ring     | 8 km    |      |
| R21    | Brüssel (Bruxelles, Brussel) | zweite Ring      | 30 km   |      |
| R22    | Brüssel (Bruxelles, Brussel) | dritte Ring      | 22 km   |      |
| R23    | Leuven (Louvain)             |                  | 7 km    |      |
| R24    | Nivelles (Nijvel)            |                  | 7,3 km  |      |
| R25    | Aarschot                     |                  | 7,4 km  |      |
| R26    | Diest                        |                  | 6,1 km  |      |
| R27    | Tienen (Tirlemont)           |                  | 6,7 km  |      |
| R30    | Brügge (Brugge, Bruges)      | kleiner Ring     | 9 km    |      |
| R31    | Oostende (Ostende)           |                  | 5 km    |      |
| R32    | Roeselare (Roulers)          | große Ring       | 6 km    |      |
| R33    | Poperinge                    |                  | 6 km    |      |
| R34    | Torhout                      |                  | 9 km    |      |
| R35    | Waregem                      |                  | 4 km    |      |
| R36    | Kortrijk (Courtrai)          | kleiner Ring     | 8 km    |      |
| R40    | Gent (Gand)                  | kleiner Ring     | 11 km   |      |
| R41    | Aalst (Alost)                |                  | 10 km   |      |
| R42    | Sint-Niklass (Saint-Nicolas) |                  | 15 km   |      |
| R43    | Eeklo                        |                  | 5 km    |      |
| R50    | Mons (Bergen)                | kleiner Ring     | 5 km    |      |
| R51    | Charleroi                    | kleiner Ring     | ? km    |      |
| R52    | Tournai (Doornik)            |                  | 6 km    |      |
| R53    | Châtelet                     |                  | 3 km    |      |
| R54    | La Louvière                  | kleiner Ring     | 3 km    |      |
| R61    | Verviers                     |                  | 4,6 km  |      |
| R62    | Hannut (Hannuit)             |                  | 3 km    |      |
| R70    | Hasselt                      | kleiner Ring     | 2,5 km  |      |
| R71    | Hasselt                      | großer Ring      | 10 km   |      |
| R72    | Tongern (Tongres)            |                  | 3,7 km  |      |
| R73    | Bree                         | kleiner Ring     | 4 km    |      |